# 臺灣捨身救人者列表
本表列出在台灣自1930年以來捨身救人的人物與事蹟。

## 捨身救人者列表
| 日期           | 姓名(年齡)       | 身份       | 性質 | 地區                     | 事件 |
| -------------- | ---------------- | ---------- | ---- | ------------------------ | --- |
| 1930年5月9日   | 山岡榮(27歲)     | 教師       | 溺水 | 今台中市石岡區           | 為協助九名因溪水暴漲受困食水嵙溪沙洲的大人、學童脫困，游到沙洲時，被激流捲入撞上溪石。                                          |
| 1940年8月15日  | 淺井初子(30歲)   | 教師       | 溺水 | 今彰化縣二水鄉           | 在八堡圳制水門排水口為救一名落水學童而溺斃。                                                                                    |
| 1949年12月13日 | 楊榮華(18歲)     | 憲兵       | 車禍 | 台北市中正區             | 在臺北車站為搶救闖入月台的一名小女孩遭列車撞死。                                                                                |
| 1955年4月29日  | 彭福共(27歲)     | 憲兵       | 爆炸 | 宜蘭縣宜蘭市             | 在北館市場一小吃店看見一士兵拉手榴彈引信，上前阻擋被炸斃。                                                                      |
| 1962年4月15日  | 張增泰(34歲)     | 警務人員   | 車禍 | 台北市南港區             | 在南港車站為搶救進入月台的一名成人及一名學童遭列車撞死。                                                                        |
| 1964年3月18日  | 林添禎(38歲)     | 小吃店老闆 | 溺水 | 台北縣萬里鄉             | 在野柳為救一名落海的大學生而溺斃。                                                                                              |
| 1964年9月9日   | 簡金墻(34歲)     | 礦工       | 溺水 | 台北縣瑞芳鎮             | 在八斗子望海巷防波堤為救一名落海的五十九歲魚夫遭海浪捲走而溺斃。                                                                |
| 1965年3月25日  | 蕭曜友(41歲)     | 軍人       | 溺水 | 桃園縣                   | 為救一名掉入桃園大圳的女童而溺斃。                                                                                              |
| 1965年5月9日   | 李再春(14歲)     | 學生       | 溺水 | 台北縣                   | 在新店溪畔為救一名溺水兒童而溺斃。                                                                                              |
| 1965年9月2日   | 鄭漢(17或18歲)   | 農民       | 溺水 | 苗栗縣造橋鄉             | 在中港溪流域的談文農地重劃區救起兩名溺水學童後溺斃。                                                                            |
| 1967年8月1日   | 韋啟承(16歲)     | 學生       | 溺水 | 屏東縣                   | 在東港海水浴場為救一名溺水學生而遭海浪捲走。                                                                                    |
| 1970年10月31日 | 高施傳(34歲)     | 台鐵看柵工 | 車禍 | 台北市中山區             | 為使受困在平交道上的公車脫險遭列車撞死。                                                                                        |
| 1971年9月28日  | 吳振立(15或16歲) | 學生       | 溺水 | 宜蘭縣宜蘭市             | 在中山橋為救一名涉水時失足落水的十二歲女童而溺斃。                                                                              |
| 1976年1月4日   | 唐高(47歲)       | 軍人       | 車禍 | 新竹市香山區             | 在中華路四段的鐵路彎處為救一名在鐵道上的嬰兒遭列車撞死。                                                                        |
| 1976年3月17日  | 李益勝(16歲)     | 板金學徒   | 溺水 | 台中縣                   | 在精武大橋為救一名溺水的小學生，因跑太急氣喘，難以游泳而溺斃。                                                                  |
| 1977年6月6日   | 蔡恆懷(23歲)     | 軍人       | 溺水 | 台中縣大里市             | 在竹仔坑銀聯一橋將橫渡草湖溪時因山洪暴發被水沖走的幾位女學生救上岸後因體力耗盡而溺斃。                                          |
| 1977年9月10日  | 李雙澤(28歲)     | 歌手       | 溺水 | 台北縣淡水鎮             | 在興化店海灘為救溺水的外國遊客而溺斃。                                                                                          |
| 1978年5月5日   | 許榮燦(22歲)     | 軍人       | 溺水 | 新竹市香山區             | 在海埔新生地救起兩名溺水的國中生後因精疲力竭而溺斃。                                                                            |
| 1980年6月3日   | 童宏勝(28歲)     | 一般民眾   | 溺水 | 台北縣三重市             | 在重陽路一段160巷底為救一名掉落魚池的四歲女童而溺斃。                                                                           |
| 1981年8月16日  | 溫文龍(18歲)     | 一般民眾   | 溺水 | 宜蘭縣頭城鎮             | 在頭城海水浴場救起五名載浮載沉的學生後因筋疲力盡而溺斃。                                                                        |
| 1982年4月12日  | 丁清祥(25歲)     | 一般民眾   | 火災 | 屏東縣屏東市             | 為救受困火場的三名小女孩被濃煙嗆昏，送醫不治。                                                                                  |
| 1984年8月22日  | 黃志惠(19歲)     | 一般民眾   | 火災 | 台北縣樹林鎮             | 發現保順醫院冒出濃煙，先引導出受困起火場三樓的老婦、其女兒及傭人共五人，再返回四樓救先前因燙傷行動不便的女童時罹難。            |
| 1985年4月2日   | 蘇國賢(19歲)     | 學生       | 溺水 | 台北縣貢寮鄉             | 在澳底海邊為救一名溺水的同校學生而溺斃。                                                                                        |
| 1985年10月27日 | 陳益興(39歲)     | 教師       | 蜂螫 | 嘉義縣大埔鄉             | 在曾文水庫旁登山遠足時遭虎頭蜂攻擊，為保護學生被嚴重螫傷，送醫不治。                                                            |
| 1988年10月26日 | 李合豐(29歲)     | 消防員     | 溺水 | 台北縣新店市             | 在青潭堰為救因山洪暴發受困巨石上的一對母子遭洪水沖走。                                                                          |
| 1991年7月26日  | 楊清吉(51歲)     | 渡輪水手   | 溺水 | 高雄市鼓山區往旗津區海上 | 跳入海中救起一名落海(跳海尋短)的女乘客後因身疲力竭而溺斃。                                                                      |
| 1992年5月15日  | 林靖娟(32歲)     | 教師       | 火災 | 桃園縣平鎮市             | 校外教學途中發生遊覽車火燒車，原已逃出車外，後返回車上搶救受困學童而喪命。                                                      |
| 1992年10月31日 | 曾鴻林(23歲)     | 一般民眾   | 溺水 | 台北縣瑞芳鎮             | 在瑞濱海水浴場搶救一名遭海浪捲走的十一歲男童，正要救上岸時又遭海浪捲走而溺斃。                                                  |
| 2011年8月8日   | 黃品彥(34歲)     | 一般民眾   | 溺水 | 台中市潭子區             | 在臺中市潭子區嘉豐路搶救一名連人帶車跌入河中的女士，遭溪水沖走而溺斃。                                                          |
| 2018年9月2日   | 吳東樺(32歲)     | 一般民眾   | 溺水 | 宜蘭縣蘇澳鎮             | 到有「情人灣」之稱的南方澳內埤海灘遊玩，目睹8歲女童遭浪捲走，奮不顧身下海救人，女童被推一把後順利上岸獲救，吳遭大浪捲走而溺斃。 |